# Denis Brogniart
Pour les articles homonymes, voir Brogniart.
Denis Brogniart , né le 12 juin 1967 à Dijon (Côte-d'Or), est un animateur de télévision français.
Il anime sur TF1 les émissions Koh-Lanta depuis 2002, Automoto de 2012 à 2020, Ninja Warrior : Le Parcours des héros depuis 2016 et District Z en 2020 et 2021.

## Biographie

### Enfance et formation
Denis Brogniart est né d'une mère professeure de mathématiques et d'un père docteur en droit et cadre de banque. Il a deux frères : François et Gilles Brogniart.
Après un baccalauréat scientifique préparé au lycée Louis Pergaud de Besançon, il tente pendant un an et demi la faculté de médecine. Il abandonne et commence à travailler comme maître-nageur, surveillant de baignade et animateur au Club Med en Espagne à Port-des-Barques (avec la ville de Chennevières). Il y est notamment chargé de l’animation des jeux de piscine[réf. nécessaire]. Parallèlement, il poursuit des études pour devenir professeur d'éducation physique et sportive. Une fois sa licence obtenue à l'université de Caen Basse-Normandie, il entre à l'Institut pratique de journalisme (IPJ) à Paris. Son rêve était depuis toujours d'exercer le métier de journaliste sportif.

### Carrière

#### Années 1990
Denis Brogniart commence sa carrière à Caen après ses études dans cette même ville à Radio France Normandie (aujourd'hui France Bleu Basse Normandie) et est également éducateur de tennis à Langrune-sur-Mer alors qu'il habite à Courseulles-sur-Mer.
De 1991 à 1992, il effectue son service national au journal Terre information magazine. En 1991, il devient chroniqueur sportif sur Europe 1, puis sur Eurosport en 1993 avant de passer au service des sports du Journal télévisé de TF1 de 1999 à 2002.

#### Années 2000

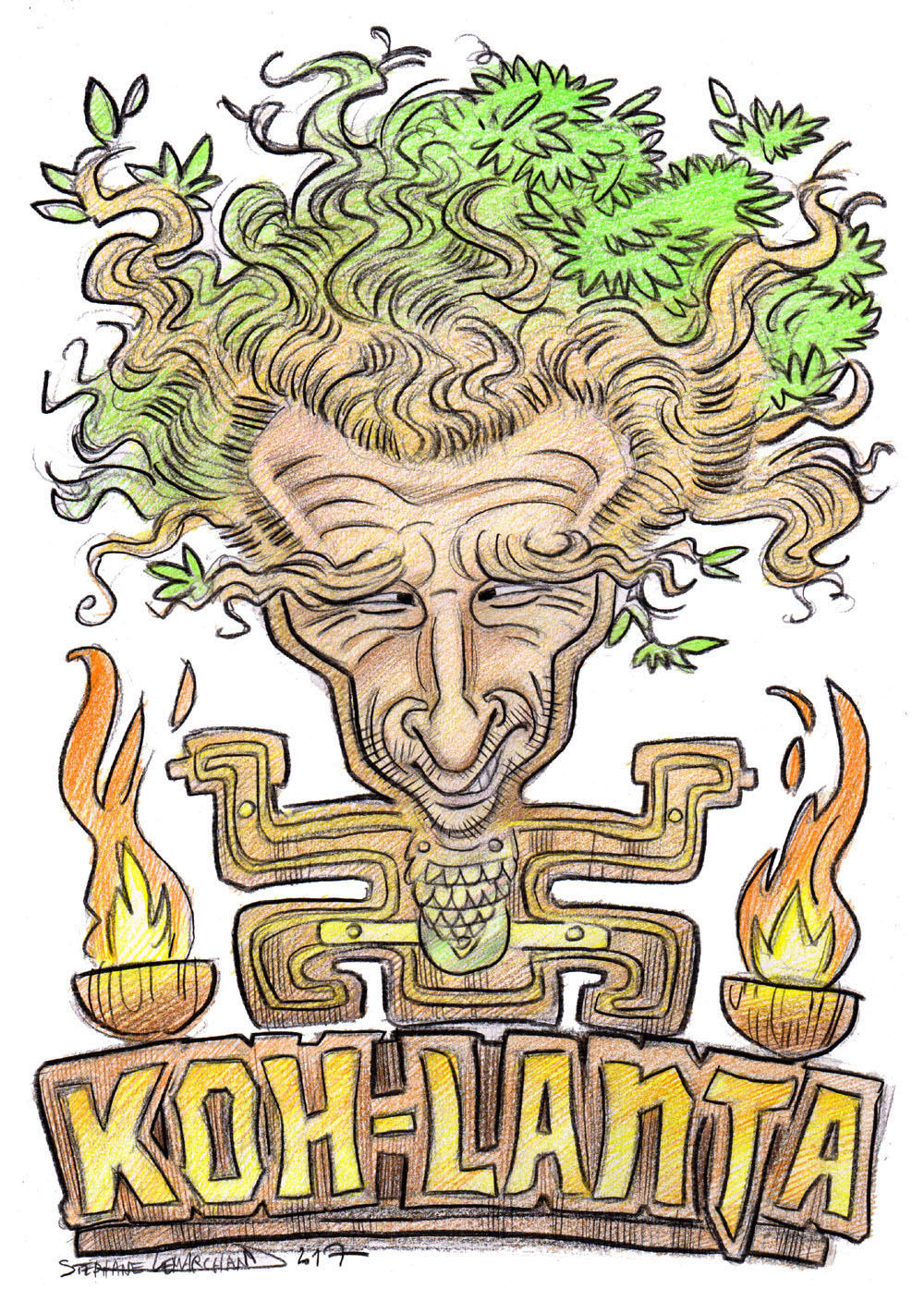
Caricature représentant Denis Brogniart en totem de Koh-Lanta.

Depuis 2002, Denis Brogniart est animateur de Koh-Lanta sur TF1. Il était déjà présent sur la première saison en 2001, mais seulement en tant que voix off. Arbitre du jeu de télé-réalité, il veille au respect de l'esprit sportif. Lors de la saison 2009 de Koh-Lanta, plusieurs critiques ont été faites à son encontre. Il n'aurait pas su être impartial face aux différentes épreuves.
Il a également présenté le jeu Fear Factor, en seconde partie de soirée, entre mars 2003 et avril 2004, sur TF1.
Parallèlement à l'animation de divertissements et de jeu, Denis Brogniart présente plusieurs magazines sportifs.
De 2004 à 2012, il est présentateur de Formule 1 dans F1 à la Une sur la même chaîne.
Entre février 2005 et mi-2006, il anime Europe Sport sur Europe 1.
En 2005, il remporte le grand concours Enfants contre célébrité, mais donne tout de même le trophée à Romain, un enfant arrivé jusqu'en finale du jeu.
En 2007, il présente la Coupe du monde de rugby à XV : Le Mag.
Depuis le début de la saison 2008 de Formule 1, il succède à Roger Zabel à la présentation de l'émission Auto Critiques sur Eurosport les lundis suivant chaque Grand Prix de F1.
En juin 2008, il assure, pendant l'Euro 2008, la présentation de Euro 2008 : Le mag, ainsi que celle d'un numéro de Téléfoot en remplacement de Christian Jeanpierre[réf. nécessaire].
En janvier 2009, il participe à l'émission Le Grand Concours des animateurs, et gagne une deuxième victoire mais cette fois en égalité avec Sébastien Folin sous le nez de Benjamin Castaldi.
Denis Brogniart continue également de collaborer au magazine Reportages sur TF1, diffusé le samedi après-midi sur TF1. Il a ainsi signé Commandos d'élite, diffusé en novembre 2007.

#### Années 2010
En juin et juillet 2010, il assure, pendant la Coupe du monde 2010, Le Mag de la coupe du Monde ainsi que Téléfoot, en remplacement de Christian Jeanpierre.
En juillet 2010, il rajoute une nouvelle corde à son arc en œuvrant en tant que speaker au Stade de France pour le Meeting Areva d'athlétisme.
Après avoir co-présenté Qui peut battre... ?, il présente en 2010, l'émission Permis de reconstruire, une nouvelle émission inspirée des Maçons du cœur, tournée en début d'année.
Au printemps 2011, il présente Familles d'explorateurs. À la suite de faibles résultats d'audience, l'émission est écourtée.
Le 27 mai 2011, il remporte pour la troisième fois le Grand Concours celui des animateurs, sur TF1, avec à ses côtés en finale Sandrine Quétier et Patrice Carmouze.
En juillet 2011, il présente une émission spéciale consacrée au mariage d'Albert II et de Charlene Wittstock, sur TF1, avec Jean-Claude Narcy, Nikos Aliagas, Sandrine Quétier et Jean-Pierre Foucault.
En décembre 2011, il fait partie du jury de l'élection de Miss France 2012.
Du 11 mars 2012 au 12 juillet 2020, il présente la nouvelle version d'Automoto sur TF1,. De 2012 à 2013, il est accompagné de Marion Jollès.
Le 14 juillet 2012, il se retrouve au cœur du défilé militaire sur les Champs-élysées (quartier parisien) en embarquant dans un SPRAT.
Le 27 juillet 2012, il commente la cérémonie d'ouverture des Jeux olympiques d'été de 2012 en compagnie d'Harry Roselmack, Gilles Bouleau et Amélie Mauresmo. L'animateur de jeux télévisés rappelle, lors de cette cérémonie d'ouverture, la triste histoire qui lie la France et les Comores en évoquant Bob Denard. Des Comoriens se sont sentis offensés par les propos selon lesquels « Bob Denard n'est pas là ce soir pour représenter les Comores ».
Le 12 août 2012, Denis Brogniart doit présenter ses excuses en direct sur TF1 lors de la cérémonie de clôture des Jeux olympiques d'été de 2012, à la demande générale des Comoriens en France, mais également de l'union des Comores,.
Il supporte notamment le Stade Malherbe de Caen.
À la suite du décès de Gérald Babin, candidat de la saison 2013 de Koh-Lanta, au cours de la première journée de tournage le 22 mars 2013, les propos de Denis Brogniart pour défendre les agissements de la production de l'émission, ajoutés à son attitude vis-à-vis de la famille du défunt, sont controversés.
Il défend sur RTL, le 16 avril 2013, le programme en s'exprimant sur sa volonté d'à nouveau présenter Koh-Lanta si la chaîne le lui permet. Il confirme sur Twitter, le 19 juin 2013, son envie de voir Koh-Lanta à nouveau diffusée prochainement.
Durant la Coupe du monde de 2014, il présente Le Mag de la coupe du Monde aux côtés d'Estelle Denis et Frank Lebœuf.
Durant la Coupe du monde de rugby à XV 2015, il présente Coupe du monde de rugby à XV : le mag et Télérugby.
Durant le Championnat d'Europe de football 2016 qui se tient en France, il anime Le Mag sur TF1.
Depuis 2016, il anime une nouvelle émission : Ninja Warrior : Le Parcours des héros, aux côtés de Christophe Beaugrand et Sandrine Quétier.
En 2018, Koh-Lanta revient avec une 5e édition all stars : Koh-Lanta : Le Combat des héros.
Durant la Coupe du monde de 2018, il présente Le Mag de la coupe du monde aux côtés de Charlotte Namura, Nathalie Iannetta, Ludovic Giuly, Youri Djorkaeff et Pascal Dupraz. Durant toute la durée de l'événement, il commente et décrypte l'actualité des matchs journaliers. Il reçoit durant ses émissions de nombreuses personnalités : sportifs, humoristes et experts répondent à ses questions. La dernière émission a été diffusée le 16 juillet 2018, jour suivant la victoire de l'Équipe de France de football, avec notamment comme invité Adil Rami et Anne-Claire Coudray à ses côtés pour la présentation.
Durant la Coupe du monde féminine de football 2019, il présente Le Mag de la coupe du Monde sur TMC ou TF1 aux côtés de Nathalie Iannetta, Olivier Echouafni et Louisa Necib. Un dispositif similaire est mis en place pour la Coupe du monde de rugby à XV 2019, diffusée en intégralité sur TF1 et TMC. Il présente Le Mag de la coupe du Monde aux côtés de Clémentine Sarlat, Vincent Clerc, Yannick Nyanga et Patrice Collazo,.

#### Années 2020
En 2020, Koh-Lanta est reconduit avec une 6e saison « semi all stars » intitulée Koh-Lanta : L'Île des Héros.
En 2020, à la suite de l'arrivée de l'émission District Z ainsi que les émissions Ninja Warrior : Le Parcours des héros et Koh-Lanta que Denis Brogniart anime déjà, il ne peut plus présenter Automoto le dimanche matin sur TF1. Jean-Pierre Gagick prend le relais et anime l'émission à partir du 19 juillet,.
Le 19 janvier 2021, il anime la présentation de la 25e saison de l'équipe cycliste Groupama-FDJ aux côtés du journalise Louis-Pierre Frileux en présence du manager Marc Madiot et de coureurs comme Thibaut Pinot, David Gaudu ou encore Arnaud Démare.
Début 2021, avant le début de la 22e saison de l'émission, l'animateur de Koh-Lanta exprime son goût pour le sport et dit qu'il a « quasiment testé toutes les épreuves de Koh-Lanta ».
Durant l'Euro 2020, il anime de nouveau Le Mag sur TF1 tout comme lors de l'Euro féminin 2022 et de la Coupe du monde de football 2022.
En 2024, après avoir pris part au relais de la flamme olympique à Beaune (Côte-d'Or), il est speaker en français de la cérémonie de clôture des Jeux olympiques d'été de 2024 au Stade de France, subséquemment aux épreuves d'athlétisme où il a tenu le même rôle les jours précédents.

### Engagements humanitaires et solidaires

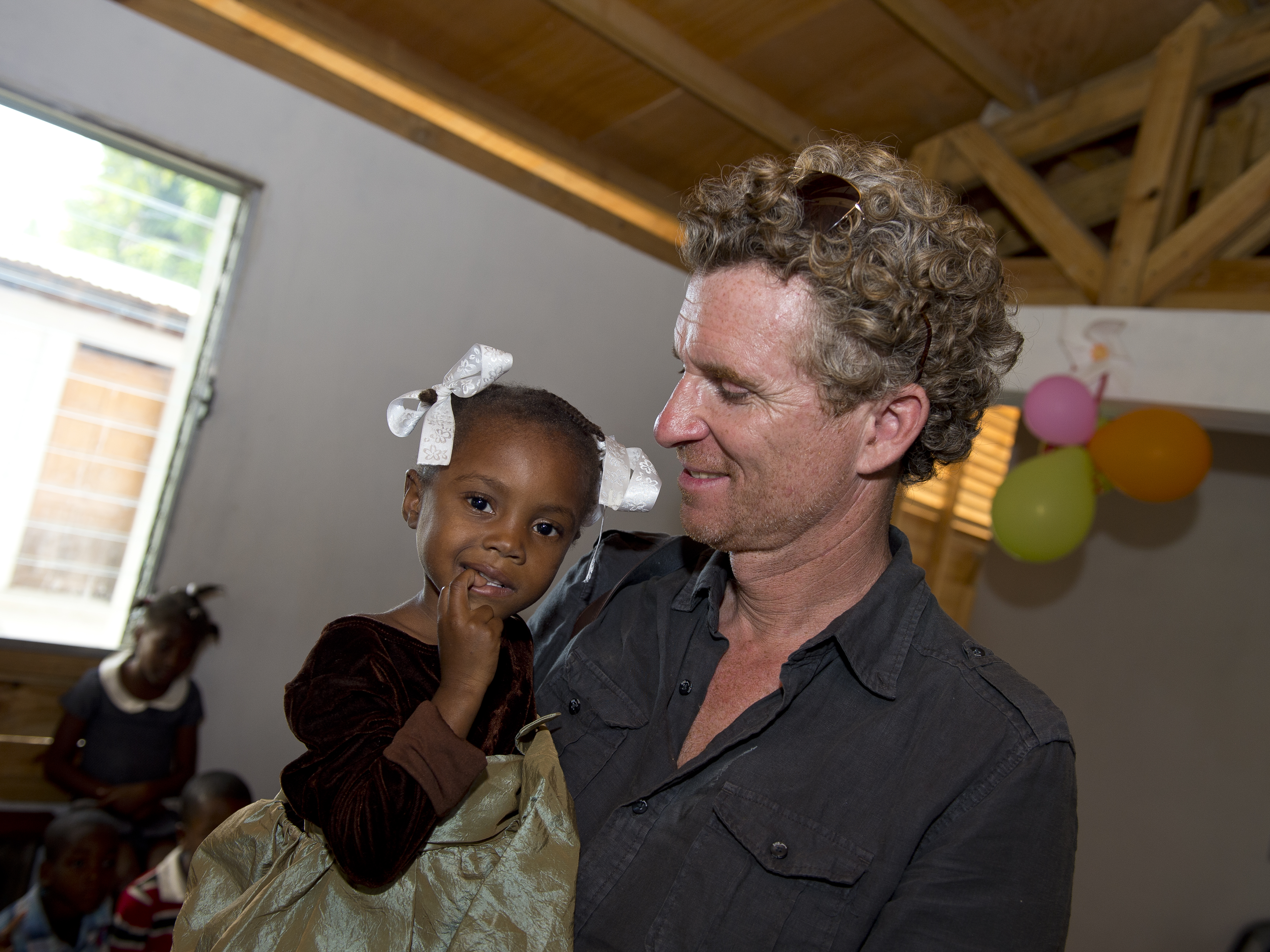
Denis Brogniart lors d'une visite d'un orphelinat à Haïti.

Depuis 2010, Denis Brogniart apporte son soutien à la fondation Architectes de l'urgence, dont il est devenu le parrain.
Architectes de l'urgence dont l'objet est de venir en aide aux populations éprouvées par des catastrophes naturelles ou humaines à travers le monde, et qui reconstruit des logements, des écoles ou des infrastructures pour permettre aux plus démunies de retrouver des conditions de vies décentes dans les meilleurs délais après un désastre.
Depuis deux ans, il est le parrain des blessés de guerre de la CABAT, la Cellule d’aide aux blessés de l’Armée de terre.
Denis Brogniart, grâce à son association dont il est le parrain, a déjà fait plusieurs déplacements sur les lieux des actions de la fondation, en Haïti par exemple, pour témoigner et mettre sa notoriété au service de cette cause.
Depuis le début de l'année 2018, Denis Brogniart est ambassadeur de la Fondation ARC pour la recherche sur le cancer. Il sera par ailleurs le parrain de la 5e édition du Triathlon des Roses, consacré à la recherche sur les cancers du sein.

### Polémiques - Violences verbales
Le 27 janvier 2023, Denis Brogniart est accusé dans la presse de comportement inappropriés comme « des colères folles » et « des propos humiliants » par plusieurs femmes journalistes (dont Charlotte Namura et Anne-Laure Bonnet),. Il aurait dit à la première qu'elle était « une merde, tout juste bonne à sourire » lors d'une coupure publicitaire de l'émission de football de TF1 Le Mag en juin 2018. L'animatrice Marion Jollès-Grojean, qui a travaillé avec lui sur l'émission Automoto, ajoute que Denis Brogniart « ne supporte pas la co-présentation et pique des colères folles avec ses subordonnés, raconte-t-elle. C'est le prototype même de la personne faible avec les puissants et puissante avec les faibles ». Plusieurs membres des équipes de production travaillant avec Denis Brogniart corroborent ces propos, un responsable syndical de TF1 ajoutant que « tout le monde sait que Denis Brogniart est capable de colères humiliantes en public, surtout avec les femmes ». À la suite de ces révélations, l'animateur de TF1 s'est exprimé : « j’ai eu des mots qui ont dépassé ma pensée, des propos qui ont heurté certaines personnes et je le regrette ».

### Vie privée
Denis Brogniart est père d'un garçon, Dimitri, issu d'un premier mariage, né en 2000. Il est marié depuis 2007 avec Hortense ; le couple a des jumelles, Lili et Violette nées en 2005, ainsi qu'une autre fille prénommée Blanche, née en 2006. Hortense l'accompagne pour les tournages de Koh-Lanta,.
Il aime le football, et soutient plus particulièrement le Stade Malherbe Caen, dont il a couvert les matchs en tant que journaliste lorsqu'il a commencé sa carrière. Il a pratiqué la natation au Sport nautique bisontin (Besançon).
Il est parrain de l'association Dunes d'Espoir, qui permet à de jeunes handicapés moteurs de participer à des courses (marathons, raids, trails, etc.). Il est également parrain de l'Association européenne contre les leucodystrophies (ELA).
Il vit à Bièvres depuis 2006.

### Culture populaire
Denis Brogniart est aussi connu pour son interjection Ah ! qui est devenue un mème sur différents forums de discussion, ainsi que sur YouTube où l'interjection a fait l'objet de plusieurs remixes. Le plus connu est celui de Khaled Freak comptabilisant plus de 16 millions de vues en 2020. Son origine se trouve dans une YouTube Poop de « jefaischierlesgens » publiée en 2012 et intitulée « pipi caca lol jeej ».
Le succès et la viralité de cette interjection est en partie dû au contexte dans laquelle elle est prononcée. Il demande à une candidate, Laurence, ce que pourrait apporter des garçons à leur équipe essentiellement composée de filles. Cette dernière répond « Bah déjà on aurait une cabane ». Cette réponse, peut paraître problématique elle pourrait tout à fait donner l'impression que Laurence pense que des filles ne peuvent pas fabriquer de cabanes. Le Ah ! appuyé de Denis nous permet en réalité de nous dire qu'il a immédiatement saisi le problème de ses propos, c'est d'ailleurs la phrase suivante de Denis qui confirme que son interjection est bien due à cette problématique, « ça veut dire que les femmes ne savent pas faire une cabane ? ».
Le journaliste a d'ailleurs fait une apparition dans une vidéo de Cyprien, en reprenant son interjection Ah ! devenue virale et emblématique.
En octobre 2022, la statue le représentant, fait son entrée au Musée Grévin à Paris.

## Émissions
- 1999-2002 : reporteur pour le Journal télévisé de TF1
- 2001-2005 : Domino Day sur TF1, avec Flavie Flament
- Depuis 2002 : Koh-Lanta sur TF1
- 2003-2004 : Fear Factor sur TF1
- 2004-2012 : F1 à la Une sur TF1
- 2005 : Les Plus grands secrets de la magie sur TF6)
- 2007 : Succès et infortune sur TV Breizh
- Depuis 2007 : Le Mag sur TF1
  - 2007 : Coupe du monde de rugby à XV : Le mag
  - 2008 : Euro 2008 : Le mag
  - 2010 : Le Mag de la coupe du Monde
  - 2011 : Le mag de la Coupe du monde de rugby à XV 2011
  - 2014 : Le Mag de la coupe du Monde avec Estelle Denis
  - 2015 : Coupe du monde de rugby à XV : le mag
  - 2016 : Le Mag de L'Euro
  - 2017 : Le Mag de la Coupe du monde de handball
  - 2018 : Le Mag de la Coupe du monde de football
  - 2019 : Le Mag de la Coupe du monde féminine
  - 2019 : Le Mag de la coupe du monde de rugby sur TMC et TF1
  - 2021 : Le Mag de la Coupe de monde de handball sur TMC
  - 2021 : Le Mag de L'Euro
  - 2022 : Le Mag de L'Euro Féminin sur TMC et TF1
  - 2022 : Le Mag de la Coupe du monde de football
  - 2024 : Le Mag de L'Euro
- 2007-2010 : Les nouveaux secrets de la magie sur TMC)
- 2008-2015 : Téléfoot sur TF1 (en remplacement)
- 2008-2010 : Qui peut battre... ? sur TF1, avec Benjamin Castaldi et Carole Rousseau
- 2008-2010 : Dimanche Méca sur Eurosport
- 2009 : Domino Day sur TMC
- 2010 : Permis de reconstruire sur TF1, avec Véronique Mounier
- 2011 : Mariage d'Albert II et de Charlene Wittstock sur TF1, avec Anne-Claire Coudray et Sandrine Quétier
- 2011 : Familles d'explorateurs sur TF1
- 2012-2020 : Automoto sur TF1
- Depuis 2012 : Défilé du 14 juillet dur TF1, avec Anne-Claire Coudray et Louis Bodin
- 2012 : Ouverture et clôture des Jeux olympiques de Londres sur TF1
- Depuis 2016 : Ninja Warrior : Le Parcours des héros sur TF1, avec Christophe Beaugrand, Sandrine Quétier puis Iris Mittenaere
- 2017 : Danse avec les stars (saison 8) sur TF1 : un prime time avec Sandrine Quétier
- 2017 : Aventuriers et explorateurs sur Ushuaïa TV
- 2018 : Hippisme sur TF1, avec Vincent Lahalle
- 2018-2019 : L'Aventure Robinson sur TF1
- 2018 : Match des anciens membres de l'équipe de France aux côtés de Nikos Aliagas et de Grégoire Margotton (TF1)
- 2020 : chroniqueur JT de 13 heures de TF1 pendant le confinement dû à la crise du Covid-19
- 2020 : Le Souffle de l'exploration sur Ushuaïa TV
- 2020-2021 : District Z sur TF1
- 2021 : Le mois des aventuriers sur Ushuaïa TV
- 2021 : Global Citizen Live sur TMC, avec Priyanka Chopra
- 2022 : Fiers des Bleu sur TF1 avec Gilles Bouleau
- 2024-2025 : Gladiators sur TF1, avec Hélène Mannarino et Jean-Pierre Foucault
- 2025 : Une Famille en Or sur TF1

## Doublage
- 2022 : Krypto et les Super-Animaux : Lex Luthor[46]

## Publications
- Un soldat presque exemplaire, Flammarion, 2021[47]
- Koh-Lanta, 20 ans d'émotions, Hors Collection, 2021

## Décorations
- Chevalier de l'ordre des Arts et des Lettres (2020) par Gabriel Attal, Secrétaire d'État auprès du Premier Ministre et porte-parole du gouvernement[48]